# Cardiel de los Montes
Cardiel de los Montes è un comune spagnolo di 372 abitanti situato nella comunità autonoma di Castiglia-La Mancia.